# Queen: The Singles Collection Volume 2
Queen: The Singles Collection Volume 2 is een compilatiealbum van de Britse rockband Queen, uitgebracht in 2009. Hierop staan de volgende 13 singles die zijn uitgebracht in Engeland.

## Tracklist
Disc 1
1. "Love of My Life" (Live)
2. "Now I'm Here" (Live)

Disc 2
1. "Crazy Little Thing Called Love"
2. "We Will Rock You" (Live)

Disc 3
1. "Save Me"
2. "Let Me Entertain You" (Live)

Disc 4
1. "Play the Game"
2. "A Human Body"

Disc 5
1. "Another One Bites the Dust"
2. "Dragon Attack"

Disc 6
1. "Flash"
2. "Football Fight"

Disc 7
1. "Under Pressure" (met David Bowie)
2. "Soul Brother"

Disc 8
1. "Body Language"
2. "Life Is Real (Song for Lennon)"

Disc 9
1. "Las Palabras de Amor"
2. "Cool Cat"

Disc 10
1. "Calling All Girls"
2. "Put Out the Fire"

Disc 11
1. "Back Chat"
2. "Staying Power"

Disc 12
1. "Radio Ga Ga"
2. "I Go Crazy"

Disc 13
1. "I Want to Break Free"
2. "Machines (or 'Back to Humans')"